# Trillium chloropetalum
Espèce
Classification APG II (2003)
Trillium chloropetalum est une plante herbacée, vivace et rhizomateuse de la famille des Liliaceae (classification classique) ou des Melanthiaceae (classification APG II, 2003).

## Description
Cette plante originaire de l’ouest des États-Unis fleurit au printemps dans les forêts de pente fraîches, le maquis et les plaines alluviales. Les pétales de 3,5 à 7,5 cm sont de couleur variable : blancs, bronze, pourpre et marron. Les feuilles (sub-)sessiles ovales ont des taches plus foncées surtout dans leur jeunesse. Le fruit est une baie ovoïde, de couleur pourpre.

## Aire de répartition
Centre de la Californie.

## Divers
En anglais son nom est Giant Trillium. Là où leur aire de répartition se chevauche, cette espèce forme des hybrides naturels avec Trillium albidum. La variété giganteum (Hook. & Arnot) Munz est plus robuste.

## Sources
- Frederick W. Case, Jr. & Roberta B. Case, Trilliums, Timber Press, 1997  (ISBN 0-88192-374-5)